# Розамунд Пайк
Розамунд Мері Елізабет Пайк (англ. Rosamund Mary Elizabeth Pike; 27 січня 1979, Лондон, Велика Британія) — англійська акторка, відома завдяки ролям у фільмах «Помри, але не зараз» (2002), «Земля обітована» (2004), «Гордість і упередження» (2005), «Загублена» (2014) та інших.

## Життєпис
Розамунд Пайк народилась 27 січня 1979 р. у Лондоні, єдиною дитиною в сім'ї оперних співаків Кароліни та Юліана Пайк. У ранньому дитинстві через гастролі батьків Пайк дуже часто подорожувала Європою, вона вільно розмовляє французькою й німецькою. Відвідувала школу-інтернат Badminton School у Брістолі.
У 16 років Розамунд була прийнята у «Національний молодіжний театр» (National Youth Theatre), де вона грала три сезони, найзначнішою роботою юної Пайк була роль Джульєтти в «Ромео і Джульєтта». Спочатку вона навчалась у бристольській школі, потім вступила до коледжу при Оксфордському університеті, де вивчала англійську літературу. Студенткою Пайк активно грала у виставах, періодично їздила на гастролі. Виступала у відомому театрі в Оксфорді у п'єсах Стівена Джеффріса «Розпусник» та Артура Міллера «Усі мої сини».
Пайк чудово грає на віолончелі, бо обожнює музику з дитинства, з перших відвідувань оперних виступів своїх батьків. Тепер вона проживає біля Кенсінгтонських садів, у Вест-Енді в центрі Лондона.

## Кінокар'єра
Ще незадовго до закінчення навчання Пайк знялась у телефільмі «Одруження по-англійськи» (1998) з Томом Кортні та Альбертом Фінні. Рік по тому вона несподівано отримала запрошення виконати роль леді Геррієт у фільмі каналу ВВС «Дружини і дочки». Журнал Vanity Fair, коментуючи її гру, порівняв акторку з «прапором, що розвівається за вітром».
Улітку 2000 року Пайк протягом десяти тижнів знімалась у стрічці «Кохання в холодному кліматі». Закінчивши навчання та отримавши титул бакалавра, Пайк зосередилась на акторській кар'єрі.
У 2002 році Пайк зіграла одну з найвідоміших своїх ролей, дівчини Джеймса Бонда Міранди Фрост, англійською шпигункою, у картині про агента 007 «Помри, але не зараз».
Інша відома робота акторки — старша з сестер Беннет у фільмі «Гордість та упередження» (2005) з Кірою Найтлі в головній ролі. Пайк також зіграла Саманту Грімм в екранізації комп'ютерної гри «Дум» (2005). У фантастичному трилері «Клони» (2009) акторка виконала роль дружини героя Брюса Вілліса. 
У 2011 році Пайк виконала одну з головних ролей в екшн-комедії "Агент Джонні Інгліш: Перезавантаження" з Роуеном Аткінсоном.
У 2012 році її можна було побачити в бойовику «Джек Річер» з Томом Крузом, а також у пригодницькому фентезі «Гнів титанів» із Семом Вортінгтоном, а в 2013 році — у фантастичній комедії «Армагеддець» Едгара Райта.
Акторським проривом для Пайк стала роль у фільмі "Зникла", що є адаптацією однойменного роману Гілліан Флінн. За цю роль у 2015 році вона була номінована на премії «Оскар», «Золотий глобус», а також BAFTA у категорії «Найкраща жіноча роль». Її партнером виступив Бен Аффлек.
У 2018 році Пайк знялася у біографічному фільмі «Приватна війна», за роль у якому знову була номінована на премію «Золотий глобус» за «найкращу жіночу роль у драматичному фільмі».
У червні 2019 стало відомо про те, що Пайк виконає головну жіночу роль у серіалі «Колесо часу» за мотивами однойменного циклу Роберта Джордана і вийде на сервіс Amazon Video. У тому ж році відбулася світова прем'єра біографічної драми «Небезпечний елемент» з Розамунд Пайк у ролі Марії Кюрі.
Восени 2020 року на Міжнародному кінофестивалі в Торонто відбувся прем'єрний показ кримінальної комедії «Аферистка» з Пайк у головній ролі. За акторську роботу у фільмі Пайк втретє була відзначена номінацією (згодом нагородою) на премію «Золотий глобус» у категорії «Найкраща жіноча роль у комедії чи мюзиклі».

## Особисте життя
У 1997 р. почала зустрічатися з актором Саймоном Вудсом, з яким розійшлась у 2003 р. У 2004-му була в стосунках з художником Генрі Джоном, а після їх завершення познайомилась із режисером Джо Райтом на знімальному майданчику «Гордості та упередження». Влітку 2007 р. вони заручились і тоді ж назвали дату весілля — травень 2008 р. Однак незабаром пара оголосила про розрив.
З грудня 2009 року перебуває у фактичному шлюбі з кінооператором Робі Юніаком. У пари є два сини — Соло Юніак (нар.06.05.2012) і Атом Юніак (нар.02.12.2014).

## Підтримка України
20 березня 2022 року Розамунд Пайк виступила на підтримку України, що постраждала внаслідок вторгнення Росії. Акторка взяла участь у протесті біля посольства Росії в Лондоні та закликала припинити вбивства українських громадян та журналістів, які доносять правду про події в Україні.

## Фільмографія

### Кінофільми
| Рік  | Українська назва                | Оригінальна назва                   | Роль                           |
| ---- | ------------------------------- | ----------------------------------- | ------------------------------ |
| 2002 | Помри, але не зараз             | Die Another Day                     | Міранда Фрост                  |
| 2004 | Розпусник                       | The Libertine                       | Елізабет Малет                 |
| 2004 | Земля обітована                 | Promised Land                       | Роуз                           |
| 2005 | Гордість і упередження          | Pride & Prejudice                   | Джейн Беннет                   |
| 2005 | Дум                             | Doom                                | Саманта Ґрімм                  |
| 2007 | Перелом                         | Fracture                            | Ніккі Ґарднер                  |
| 2007 | Уламки                          | Fugitive Pieces                     | Алекс                          |
| 2009 | Освіта                          | An Education                        | Олена                          |
| 2009 | Клони                           | Surrogates                          | Меггі Грір                     |
| 2009 | Палаючі пальми                  | Burning Palms                       | Дедра Девенпорт                |
| 2010 | За версією Барні                | Barney's Version                    | Міріам                         |
| 2010 | Зроблено в Даґенгемі            | Made in Dagenham                    | Ліза Гопкінс                   |
| 2011 | Великий рік                     | The Big Year                        | Джессіка                       |
| 2011 | Агент Джонні Інгліш: Перезапуск | Johnny English Reborn               | Кейт Самнер                    |
| 2012 | Гнів Титанів                    | Wrath of the Titans                 | Андромеда                      |
| 2012 | Джек Річер                      | Jack Reacher                        | Елен Родін                     |
| 2013 | Кінець світу                    | The World's End                     | Сем Чемберлейн, сестра Олівера |
| 2013 | Довге падіння                   | A Long Way Down                     | Пенні                          |
| 2014 | Загублена                       | Gone Girl                           | Емі Елліот Данн                |
| 2014 | Подорож Гектора у пошуках щастя | Hector and the Search for Happiness | Клара                          |
| 2014 | Канікули мрії                   | What We Did on Our Holiday          | Ебі                            |
| 2015 | Повернути відправнику           | Return to Sender                    | Міранда Веллс                  |
| 2016 | Об'єднане королівство           | A United Kingdom                    | Рут Вільямс                    |
| 2017 | Вороги                          | Hostiles                            | Розалі Куейд                   |
| 2018 | Операція «Ентеббе»              | Entebbe                             | Брігітте Кюльманн              |
| 2018 | На вістрі                       | Beirut                              | Сенді Кроудер                  |
| 2018 | Приватна війна                  | A Private War                       | Марі Колвін                    |
| 2019 | 3 секунди                       | The Informer                        | Вілкокс                        |
| 2019 | Радіоактивний                   | Radioactive                         | Марія Склодовська-Кюрі         |
| 2020 | Аферистка                       | I Care a Lot                        | Марла Грейсон                  |
| 2023 | Солтберн                        | Saltburn                            | Елсбет Кеттон                  |
| 2025 | Ілюзія обману 3                 | Now You See Me: Now You Don't       | Вероніка Вандерберг            |
| 2025 | В сірій зоні                    | In the Grey                         |                                |

### Телебачення
| Рік         | Українська назва            | Оригінальна назва       | Роль                | Примітки                                         |
| ----------- | --------------------------- | ----------------------- | ------------------- | ------------------------------------------------ |
| 1998        | Одруження по-англійськи     | Rather English Marriage | Селія               | телефільм                                        |
| 1999        | Дружини і дочки             | Wives and Daughters     | Леді Геррієт Камнор | 3 епізоди                                        |
| 2001        | Кохання у холодному кліматі | Love in a Cold Climate  | Фанні               | 2 епізоди                                        |
| 2002        | Війна Фойла                 | Foyle's War             | Сара Бомонт         | Епізод: "The German Woman"                       |
| 2008        | Вежа                        | The Tower               | Олівія Вінн         | Епізод: "Pilot"                                  |
| 2011        | Закохані жінки              | Women in Love           | Гудрун Бренґвен     | 2 епізоди                                        |
| 2020        | Томас та друзі              | Thomas & Friends        | Герцогиня           | озвучення; Епізод: "Thomas and the Royal Engine" |
| 2021 — 2025 | Колесо часу                 | The Wheel of Time       | Морейн Дамодред     | головна роль; 24 епізоди                         |

## Премії та номінації
| Рік  | Фільм-номінант         | Премія                                              | Категорія                                  | Результат | Ref.   |
| ---- | ---------------------- | --------------------------------------------------- | ------------------------------------------ | --------- | ------ |
| 2003 | Помри, але не зараз    | Премія «Імперія»                                    | Найкращий новачок                          | Перемога  | [ 12 ] |
| 2003 | Помри, але не зараз    | MTV Movie Awards                                    | Найкраще трансантлактичне перевтілення     | Номінація |        |
| 2005 | Розпусник              | Премія британського незалежного кіно                | Найкраща акторка другого плану             | Перемога  | [ 12 ] |
| 2006 | Гордість і упередження | Премія Лондонського гуртка кінокритиків             | Британська акторка року                    | Номінація |        |
| 2009 | Уламки                 | Премія «Джині»                                      | Найкраща акторка другого плану             | Номінація |        |
| 2009 | Освіта                 | Премія британського незалежного кіно                | Найкраща акторка другого плану             | Номінація |        |
| 2010 | Освіта                 | Премія Лондонського гуртка кінокритиків             | Британська акторка року                    | Номінація |        |
| 2010 | Освіта                 | Гільдія кіноакторів США                             | Найкращий акторський склад в ігровому кіно | Номінація |        |
| 2010 | Зроблено в Даґенгемі   | Премія британського незалежного кіно                | Найкраща акторка другого плану             | Номінація |        |
| 2011 | Зроблено в Даґенгемі   | Премія Лондонського гуртка кінокритиків             | Британська акторка року                    | Номінація |        |
| 2011 | Версія Барні           | Премія Лондонського гуртка кінокритиків             | Британська акторка року                    | Номінація |        |
| 2011 | Версія Барні           | Премія «Супутник»                                   | Найкраща акторка другого плану — кінофільм | Номінація |        |
| 2011 | Версія Барні           | Премія «Джині»                                      | Найкраща жіноча роль                       | Номінація |        |
| 2014 | Загублена              | Асоціація кінокритиків Остіна                       | Найкраща акторка                           | Перемога  |        |
| 2014 | Загублена              | Товариство кінокритиків Денвера                     | Найкраща акторка                           | Перемога  |        |
| 2014 | Загублена              | Товариство кінокритиків Детройта                    | Найкраща акторка                           | Перемога  |        |
| 2014 | Загублена              | Премія «Імперія»                                    | Найкраща акторка                           | Перемога  |        |
| 2014 | Загублена              | Товариство кінокритиків Флориди                     | Найкраща акторка                           | Перемога  |        |
| 2014 | Загублена              | Премія Лондонського гуртка кінокритиків             | Британська акторка року                    | Перемога  |        |
| 2014 | Загублена              | Асоціація онлайн кінокритиків                       | Найкраща акторка                           | Перемога  |        |
| 2014 | Загублена              | Премія «Сан Жорді»                                  | Найкраща акторка в іноземному фільмі       | Перемога  |        |
| 2014 | Загублена              | Премія «Супутник»                                   | Найкраща акторка                           | Перемога  |        |
| 2014 | Загублена              | Асоціації кінокритиків Сент-Луїса                   | Найкраща акторка                           | Перемога  |        |
| 2014 | Загублена              | Австралійська академія кіно і телевізійних мистецтв | Найкраща акторка                           | Номінація |        |
| 2014 | Загублена              | Премія «Оскар»                                      | Найкраща жіноча роль                       | Номінація | [ 12 ] |
| 2014 | Загублена              | Премія «БАФТА»                                      | Найкраща жіноча роль                       | Номінація | [ 12 ] |
| 2014 | Загублена              | Асоціація кінокритиків Чикаго                       | Найкраща акторка                           | Номінація |        |
| 2014 | Загублена              | Кінопремія «Вибір критиків»                         | Найкраща жіноча роль                       | Номінація |        |
| 2014 | Загублена              | Асоціація кінокритиків Далласа — Форт-Верта         | Найкраща жіноча роль                       | Номінація |        |
| 2014 | Загублена              | Золотий глобус                                      | Найкраща жіноча роль — драма               | Номінація | [ 12 ] |
| 2014 | Загублена              | MTV Movie Awards                                    | Найкращий переляк                          | Номінація |        |
| 2014 | Загублена              | MTV Movie Awards                                    | Найкращий прорив року                      | Номінація |        |
| 2014 | Загублена              | MTV Movie Awards                                    | Найкращий лиходій                          | Номінація |        |
| 2014 | Загублена              | Товариство кінокритиків Сан-Дієго                   | Найкраща акторка                           | Номінація |        |
| 2014 | Загублена              | Премія «Супутник»                                   | Найкраща жіноча роль — кінофільм           | Номінація |        |
| 2014 | Загублена              | Премія Гільдії кіноакторів США                      | Найкраща жіноча роль                       | Номінація | [ 12 ] |
| 2014 | Загублена              | Асоціація кінокритиків Вашингтону                   | Найкраща акторка                           | Номінація |        |
| 2014 | Канікули мрії          | Премія Лондонського гуртка кінокритиків             | Британська акторка року                    | Перемога  | [ 13 ] |